# Darío de Regoyos y Molenillo
Darío de Regoyos y Molenillo (Cabezón de Pisuerga, 1815-Madrid, 1876) fue un arquitecto y político español, padre del pintor de igual nombre Darío de Regoyos.

## Biografía
Nació el 25 de octubre de 1815 en la localidad vallisoletana de Cabezón de Pisuerga. En Asturias colaboró con José Elduayen a mediados del siglo XIX para la construcción del ferrocarril de Langreo, además de participar en el ensanche de Ribadesella. Arquitecto de la Real Academia de Nobles Artes de San Fernando, fue una de las personas que más contribuyeron, como facultativo y como propietario, al desarrollo de la edificación en los barrios de Argüelles y Pozas, mejorándolos y embelleciéndolos de una manera notable. Como político ocupó el cargo de diputado provincial de Madrid. Fue distinguido con los honores de jefe de administración civil y estaba condecorado con varias cruces, además de ser socio de honor y mérito de diversas corporaciones. Falleció el 13 de enero de 1876 en Madrid. Fue padre del pintor Darío de Regoyos.